# Leo Sayer
Gerard Hugh "Leo" Sayer, (Shoreham-by-Sea, West Sussex, 21. svibnja 1948.) je britansko-australski pjevač, skladatelj i slikar poznat po svojim scenskim izražajima, koji je vrhunac svoje karijera imao 1970-ih.
Njegova prva velika uspješnica "You Make Me Feel Like Dancing" iz 1976. zauzela je prvo mjesto na britanskoj britanskoj, američkoj i kanadskoj ljestvici najpopularnijih singlova. Poznate su mu i, također globalno poznate, uspješnice "When I Need You" (1977.) te "More Than I Can Say" (1980.).

## Studijski albumi
- Silverbird (1973.)
- Just a Boy (1974.)
- Another Year (1975.)
- Endless Flight (1976.)
- Thunder in My Heart (1977.)
- Leo Sayer (1978.)
- Here (1979.)
- Living in a Fantasy (1980.)
- World Radio (1982.)
- Have You Ever Been in Love (1983.)
- Cool Touch (1990.)
- Voice in My Head (2004.)
- Don't Wait Until Tomorrow (2008.)
- Restless Years (2015.)
- Selfie (2019.)

## Vanjske poveznice
- Službena stranica